# Список населених пунктів Ковельського району (1940—2020)
Список населених пунктів Ковельського району складається з 93 поселень. 2 селищ міського типу та 91 села.
| НП               | Рада             |
| ---------------- | ---------------- |
| Арсеновичі       | Сільцівська      |
| Байківці         | Радошинська      |
| Бахів            | Дубівська        |
| Битень           | Радошинська      |
| Білашів          | Білашівська      |
| Білин            | Білинська        |
| Борщівка         | Поповичівська    |
| Бруховичі        | Голобська        |
| Будище           | Колодяжненська   |
| Великий Порськ   | Поповичівська    |
| Велицьк          | Велицька         |
| Вербка           | Дубівська        |
| Вівчицьк         | Голобська        |
| Волошки          | Колодяжненська   |
| Воля             | Тойкутська       |
| Воля-Ковельська  | Зеленська        |
| Воля-Любитівська | Любитівська      |
| Ворона           | Любитівська      |
| Гішин            | Доротищенська    |
| Голоби           | Голобська        |
| Гончий Брід      | Дрозднівська     |
| Городище         | Городищенська    |
| Гредьки          | Городищенська    |
| Грив'ятки        | Козлиничівська   |
| Грушівка         | Білашівська      |
| Гулівка          | Поворська        |
| Дарівка          | Новомосирська    |
| Діброва          | Майданська       |
| Довгоноси        | Люблинецька      |
| Доротище         | Доротищенська    |
| Дроздні          | Дрозднівська     |
| Дубове           | Дубівська        |
| Жмудче           | Поповичівська    |
| Заріччя          | Тойкутська       |
| Заячівка         | Поворська        |
| Зелена           | Зеленська        |
| Іванівка         | Білашівська      |
| Калинівка        | Люблинецька      |
| Калиновник       | Голобська        |
| Кашівка          | Підрізька        |
| Козлиничі        | Козлиничівська   |
| Колодниця        | Білинська        |
| Колодяжне        | Колодяжненська   |
| Красноволя       | Городищенська    |
| Краснодуб'я      | Старокошарівська |
| Кривлин          | Мельницька       |
| Кричевичі        | Кричевичівська   |
| Кругель          | Старокошарівська |
| Кухарі           | Велицька         |
| Лапні            | Тойкутська       |
| Ломачанка        | Кричевичівська   |
| Луківка          | Козлиничівська   |
| Любитів          | Любитівська      |
| Люблинець        | Люблинецька      |
| Любче            | Тойкутська       |
| Майдан           | Майданська       |
| Малий Порськ     | Поповичівська    |
| Мар'янівка       | Радошинська      |
| Мельниця         | Мельницька       |
| Мирин            | Мельницька       |
| Мислина          | Облапська        |
| Мощена           | Мощенська        |
| Новий Мосир      | Новомосирська    |
| Нові Кошари      | Старокошарівська |
| Нужель           | Голобська        |
| Облапи           | Облапська        |
| Озерне           | Поворська        |
| Партизанське     | Новомосирська    |
| Перковичі        | Білашівська      |
| Підліси          | Сільцівська      |
| Підріжжя         | Підрізька        |
| Пісочне          | Пісочненська     |
| Поворськ         | Поворська        |
| Погіньки         | Голобська        |
| Поповичі         | Поповичівська    |
| Радошин          | Радошинська      |
| Рокитниця        | Любитівська      |
| Рудка-Миринська  | Мельницька       |
| Свидники         | Поповичівська    |
| Світле           | Ситовичівська    |
| Ситовичі         | Ситовичівська    |
| Сільце           | Сільцівська      |
| Скулин           | Скулинська       |
| Солотвин         | Майданська       |
| Старий Мосир     | Новомосирська    |
| Старі Кошари     | Старокошарівська |
| Стеблі           | Скулинська       |
| Тойкут           | Тойкутська       |
| Угли             | Сільцівська      |
| Уховецьк         | Уховецька        |
| Черемошне        | Кричевичівська   |
| Черкаси          | Мощенська        |
| Шкурат           | Козлиничівська   |

## Дивись також
- Ковельський район
- Адміністративний устрій Ковельського району
- Ковельська районна рада